# Александар Бачвански
Александар-Алекса Бачвански (Темишвар 1832 — Београд, 26. март 1881) био је српски глумац, позоришни редитељ и педагог.

## Биографија

### Одрастање и оријентација — мађарска фаза
Родио се у Темишвару где му је отац био чиновник. Након неког времена, отац добија службу у Земуну, па у Митровици, где је и Алекса завршавао прве школе. Гимназију је почео да похађа у Сремским Карловцима.
Деси се у то време, 1846. године, да му умре отац, и мајка се након тог догађаја са њим сели у Сегедин. Тамо Алекса наставља школовање у Сегединском лицеју.
Подстакнут патриотизмом према свом народу, узео је учешће у Мађарској револуцији 1848/1849. године на страни револуционара. Био је у армији генерала Бема, у којој се борио и Шандор Петефи.
Будући већ заљубљеник у позориште, након слома револуције оснива аматерско позориште у кући сегединског богаташа Колба, где глуми и режира.
По завршетку школовања (1850) ради као чиновник у Пешти и Кечкемету, али већ 1852. године напушта државну службу и ступа у једно мађарско путујуће позориште под псеудонимом Шандор Вархиди (Várhidí Sándor). Тада се дефинитивноопредељљујеза глумачки позив.
1860. се оженио једном од најпопуларнијих субрета путујућих позоришних дружина Пирошком Селеши (Szőlössy Piroska).
Сезону 1862/63. провео је као члан дружине из Кошица, а 1866/67, као члан трупе у Ђеру. Следећа сезона је била његова последња у деловању на мађарском језику и то у будимском Народном позоришту (Népszinház) чији је управник тада био Ђерђ Молнар (Molnár György), глумац и драмски писац. Ту је Бачвански био један од главних актера у позоришном спектаклу Бемов ратни поход.

### Народно позориште у Београду
Као већ уметнички потпуно сазрео глумац, у зениту славе, прихватио је понуђен ангажман у новоотвореном Народном позоришту у Београду. Наиме, ту га је довео сликар Стеван Тодоровић, на позив Јована Ђорђевића. 1869. године у мају, Бачвански је већ стигао у Београд, а ускоро му се придружују супруга Пирошка и ћерка Ружа.

###### Редитељски позив
Његова главна преокупација је овде била режија. У том послу се истакао као прави мајстор, подигавши професију на завидни ниво припремајући за тај посао Адама Мандровића, Милоша Цветића и Тошу Јовановића. Веома је био вешт у режији масовних сцена. Његове запажене режије су: Посмртна слава кнеза Михаила Ђорђа Малетића (дело којим је отворена зграда Народног позоришта у Београду, 30. октобра 1869), Млетачки трговац Виљема Шекспира (1869), Владимир и Косара Лазе Лазаревића (1869), Кир Јања Јована Стерије Поповића (1870), Јелисавета Ђуре Јакшића (1870), Ревизор Николаја Гогоља (1870), Звонар Богородичине цркве Шарлоте Бирх-Пфајфер (Charlotte Birch-Pfeiffer) по роману Виктора Игоа (1872) и др.
Као редитељ, располажући великим знањем и искуством, положио је темеље режији на београдској позорници и у реалистичком стилу представљања. Његова сценска поставка пригодне алегорије: Посмртна слава кнеза Михаила, је најочитији пример редитељског поступка у којем доминирају визуелни моменти, лепа декорација и дотада невиђени сценски ефекти који представи дају карактер спектакла.

###### Глумац
Као глумац, испољио је велику студиозност у припреми улога у настојању да оствари природан, реалистички израз, пленећи публику својим дубоким гласом и изграђеном дикцијом. Био је један од највећих и најпопуларнијих српских глумаца. Одбацивао је стару школу патетично-декламаторског говора и игре, дајући дубљу психолошку студију карактера.
У периоду од 1869. до 1875. године остварио је двадесетак различитих глумачких улога. Као глумац, истакао се у тумачењу Шекспира (Шајлок и Краљ Лир), Молијера (Арпагон у Тврдици), Оберњик Кароља (Ђурађ Бранковић у истоименој драми) и др.

###### Позоришни педагог
Непосредно по оснивању Народног позоришта 1868. године, први управник, Јован Ђорђевић, оснива интерну Позоришну школу за већ запослене глумце по истом принципу како је то урадио три године раније у Српском народном позоришту. Ова школа је опсежно и брижљиво припремљена, а раме уз раме са управником стајао је Бачвански Алекса гао главни педагог, искусни редитељ и одличан глумац. Сматра се да је управо он утицао да у Закон о позоришту уђе и одредба о Глумачкој школи и да је на тај начин омогућио њен континуирани развитак. Школа је почела са радом 2. јануара 1870. године. Јасно је да су први полазници ове школе били неуки и необразовани у професионалном смислу, јер пре ове, друге такве школе није било раније у нас. Наставни програм је био подељен у две групе предмета: теоријску и практичну. У јесен 1870. године одржана је пред члановима Позоришног одбора прва испитна представа питомаца Глумачке школе: Карло XII на острву Рујану Џемса Робинсона Планшеа и показала је да већина питомаца није богзна колико напредовала у савладавању глумачке вештине, а неколико њих су својом недаровитошћу потпуно разочарали очекивања. Изузетак су били Милка Гргурова и Пера Добриновић, за које се сматрало да ће једино бити глумци.
Пошто је у позоришном буџету било недовољно средстава за потребе Позоришне школе, а спрам релативно малог броја добрих новопроизведених глумаца, Народно позориште се уплашило расхода и заправо формално затворило Позоришну школу на јесен исте године када је основана. Постоје подаци да је Алекса Бачвански држао у тој школи часове најмлађима још до јуна 1873. године, али је тада већ почео да наговештава да ће отворити сопствену приватну школу глуме, што је од јавности и било добро прихваћено. Неки су сматрали да је таквим путем и раније требало поћи.

### Болест и смрт
Ипак, тај план се никада није остварио. Наиме, после несрећног пада 1874. године у најстаријем хотелу у Београду познатом као Старо здање и повреде очног нерва, постепено почиње да губи вид. Престао је да се бави режијом, а након неуспешног лечења у Бечу 1875. године, са породицом одлази у Пешту. Ни ово друго лечење није уродило плодом, али се притом дешава да његова супруга Пирошка, субрета у Пештанском позоришту изгуби глас. На тај начин су потпуно остали без прихода. Народно позориште му је указало част и поштовање давајући му пуну плату док је био на првом лечењу у Бечу, а желећи да му помогне и после, управа Народног позоришта позива га 1880. године да хонорарно игра у Београду, где је слеп одиграо седам улога у последња два месеца живота.
Од београдске публике опростио се 25. марта 1881. улогом Фарија (Гроф Монте Кристо). Непосредно после представе, Бачвански је умро.
„У историји српског позоришта, Бачвански Алекса представља једну од најтрагичјих личности.”